# Björn Dunkerbeck

Björn Dunkerbeck.

Björn Dunkerbeck és un windsurfista nascut a Dinamarca de mare danesa i pare holandès. Ha estat 35 vegades campió del món de surf de vela en el circuit internacional de la PWA. Va tenir residència a Andorra fins a l'any 2006 quan va passar a residir oficialment a Silvaplan, Suïssa. Té passaport holandès. El seu número de vela va ser E-11 però el 2007 el va canviar per SUI-11.

## Biografia
Va néixer el 16 de juliol de 1969 a Dinamarca, amb tres anys va emigrar amb els seus pares i la seva germana a Gran Canària, Illes Canàries.
Va residir a Tauro, municipi de Mogán, on va començar a estudiar en una petita escola per a residents estrangers.
A edat molt curta, ja va demostrar una gran vàlua en els esports. El Surf de vela el va trobar a l'escola que el seu pare va obrir a començaments dels 80 a la Platja del Inglés, Maspalomas, per a posteriorment al principi dels 90 traslladar-la a la Platja del Aguila. L'escola la dirigeix actualment la seva germana Britt Dunkerbeck, diverses vegades campiona del món en la modalitat femenina de racing i onades.
La Platja de l'Àguila se li va fer petita i va començar a buscar llocs més radicals per a la pràctica d'aquest esport. En la seva recerca va arribar a Pozo Izquierdo, Santa Lucía de Tirajana. Durant molt temps hi va estar anant i venint navegant directament des de la Platja de l'Àguila.
Així va anar, aquesta platja (Pozo Izquierdo) plena de pedres, ventosa, sense cap tipus d'accés i amb un únic camí abans només recorregut pels agricultors del tomàquet, s'ha convertit en el primer lloc per a la pràctica professional del Surf de Vela. S'hi realitza des de l'any 1989 el Gran Canaria Grand Slam. Aquesta és la prova més important del circuit mundial professional, va ser organitzada inicialment pels seus pares i en ella hi ha obtingut moltes de les seves victòries.
La major part de l'any viu a Gran Canària amb la seva dona, Maria, amb la qual té una filla anomenada Alba, 2002, i un fill anomenat Liam, 2004. Segueix competint amb el número de vela SUI-11, només en eslàlom i velocitat.

## Títols
- PWA: Campió del món - 1988 - 1999
- Waves: Campió del món - 1990, 1992- 1995, 1999, 2001
- Race: Campió del món - 1988 - 1999
- Speed: Campió del món - 1994
- Freestyle: Campió del món - 1998
- Slalom: Campió del món amb Micah Buzianis - 2005